# Düwag GT6
Düwag GT6 je šestinápravová dvoučlánková tramvaj, vyráběná západoněmeckou firmou Duewag v letech 1956 až 1965. Vozy byly inspirovány americkou koncepcí PCC, vážily 23,3 tuny a měly maximální rychlost 67 km/h. Byly schopné provozu pod napětím 600 V. Vozy jezdily třeba v Kolíně nad Rýnem, Frankfurtu nad Mohanem, Düsseldorfu, Cáchách, Bochumi či v Essenu. Mimo mateřskou zemi se objevily v dánské Kodani nebo egyptské Alexandrii. Jejich vyřazování způsobil příchod nízkopodlažních vozů v 90. letech 20. století, některé z nich byly odprodány do měst střední a východní Evropy, např. do Krakova, Lodže či Poznaně.